# 康布拉讷和梅纳克
康布拉讷和梅纳克（法語：Camblanes-et-Meynac，法語發音：[kɑ̃blan e menak]）是法国吉伦特省的一个市镇，属于波尔多区。该市镇于1801年由原市镇康布拉讷（Camblanes）和梅纳克（Meynac）合并而成。

## 地理
康布拉讷和梅纳克（44°45'54"N, 0°29'15"W）面积8.68 平方千米，位于法国新阿基坦大区吉倫特省，该省份为法国西南部沿海省份，是法國本土面积最大的省，北起滨海夏朗德省，西临大西洋，南至朗德省，东南接洛特-加龍省，东临多爾多涅省。
与康布拉讷和梅纳克接壤的市镇（或旧市镇、城区）包括：拉特雷讷、康布、坎萨克、卡多雅克、塞纳克、圣卡普赖德波尔多、维勒纳沃多农。

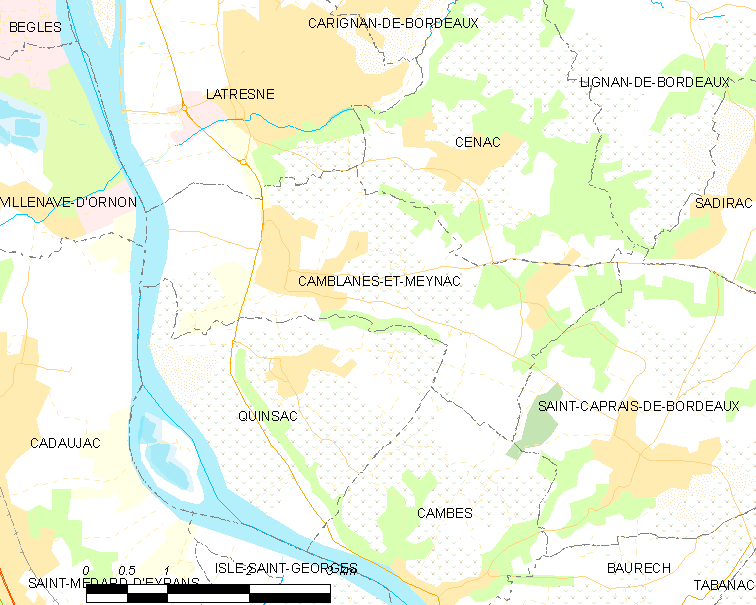
康布拉讷和梅纳克的OSM定位图

康布拉讷和梅纳克的时区为UTC+01:00、UTC+02:00（夏令时）。

## 行政
康布拉讷和梅纳克的邮政编码为33360，INSEE市镇编码为33085。

## 政治
康布拉讷和梅纳克所属的省级选区为克雷翁县。

## 人口

1962-2008年间康布拉讷和梅纳克人口变化图示

康布拉讷和梅纳克于2022年1月1日时的人口数量为3145人。